# El Villar (La Rioja)
El Villar o El Villar de Enciso es una aldea perteneciente al municipio de Enciso, en la comarca del Alto Cidacos de la comunidad autónoma de La Rioja. Se encuentra dentro de la Ruta de los Dinosaurios.
La localidad se encuentra en el tramo medio del valle del Barranco Fuente de Abajo, afluente del río Cidacos al que desemboca en la localidad de Enciso, aguas abajo de las aldeas de Navalsaz y Poyales. El Villar se sitúa en el fondo del valle, en la confluencia del Barranco de San Sebastián con el Fuente de Abajo, enclavado su margen izquierda.

## Historia
El Villar pertenecía a la Tierra de Enciso. Fue uno de los concejos del Reino de Castilla que tuvo vigencia desde el siglo XII hasta el siglo XIX.
En 1749, en el Catastro de Ensenada, la localidad de El Villar aparece como una aldea de la villa de Enciso, que cuenta con una jurisdicción de 1.146 hectáreas y 30 vecinos (entre 120 y 150 habitantes). Pertenecía al Señorío del Duque de Medinaceli, y la Fábrica de las Unidas de Enciso cobraba 563 reales para las Tercias Reales.
Después de 1822, con la nueva división provincial proyectada por Bauza y Larramendi queda incluida en la provincia de Logroño hasta un año después cuando la reforma administrativa queda anulada como consecuencia de una reacción absolutista de Fernando VII. En 1833 con la división provincial de Javier de Burgos, Poyales vuelve a incluirse en la provincia de Logroño. En 1842 El Villar junto con las aldeas de Poyales, Garranzo, y Navalsaz, se separaron del municipio de Enciso, formando concejo propio con centro en Poyales.
A mediados del siglo XX, El Villar sufrió una gran perdida de población, debido a la migración masiva de la población hacia Arnedo, Calahorra, Logroño y Zaragoza, y América Latina, especialmente Chile. Esta emigración implicó la disolución del municipio de Poyales, y la reincorporación de El Villar como aldea de Enciso. En estos años ICONA se hizo propietaria de la mayor parte de los terrenos agrícolas y pastizales, favoreciendo la emigración de los pocos habitantes que quedaban.

## Demografía
El Villar contaba a 1 de enero de 2010 con una población de 5 habitantes, 4 hombres y 1 mujer.
| Gráfica de evolución demográfica de El Villar (La Rioja) entre 2000 y 2015                       |
|                                                                                                  |
| Población de derecho (2000-2015) según los censos de población del INE a 1 de enero de cada año. |

## Comunicaciones
El principal acceso a la aldea de El Villar es la carretera LR-286 que comunica Enciso con Cornago.

## Asociaciones y entidades culturales
La vida social de El Villar se organiza mediante la Asociación "Los Gomices", fundada en 2004 para recuperar las tradiciones y la cultura de El Villar, y organizar actividades para dinamizar la localidad.
En 2020 se fundó en el Villar un proyecto pionero en la región de la mano de la compañía riojana Artistas Inflamables, el primer espacio de residencias artísticas de La Rioja, llamado Centro Coreográfico Rural. También se implantó en la aldea la nueva sede del festival inter-aldeano Margen (Danza, performance y artes vivas) el cual recibe anualmente a numerosos artistas apoyados por Acción Cultural Española AC/E y diversas agencias de cooperación internacional.  
La Asociación de arte y naturaleza CIRVE y Madrugada Prod. son las encargadas de la producción de dichos eventos culturales. 
Centro Coreográfico Rural de La Rioja